# ФК «Десна» в сезоне 2015/2016
«Десна» — украинский футбольный клуб из Чернигова.
Сезон 2015/16 годов стал для «Десны» 25-м в чемпионатах Украины и 23-м в розыгрышах Кубка Украины. Это 12-й сезон команды в Первой лиге, а также 55-й год со дня основания футбольного клуба.

## Клуб

### Руководство клуба
- Президент: Алексей Чеботарёв[1]
- Вице-президент: Игорь Базалинский[2]
- Исполнительный директор: Игорь Ушарук[3]
- Начальник команды: Виталий Клеймёнов[4]
- Администратор: Роман Шурупов[4]

### Тренерский и медицинский штаб
| Должность                       | Имя                 | Дата рождения   |
| ------------------------------- | ------------------- | --------------- |
| Главный тренер                  | Александр Рябоконь  | 21 февраля 1964 |
| Ассистент главного тренера      | Александр Приходько | 11 апреля 1966  |
| Тренер вратарей                 | Юрий Овчаров        | 19 марта 1966   |
| Тренер по физической подготовке | Олег Томашевский    | 15 марта 1970   |
| Врач                            | Виталий Рахинский   |                 |
| Массажист                       | Виктор Литвин       | 8 января 1976   |

|  |

### Форма
| Поставщик формы           | Поставщик формы | \| Основная \| Основная \| Резервная \| Резервная \| Резервная \| | \| Основная \| Основная \| Резервная \| Резервная \| Резервная \| | \| Основная \| Основная \| Резервная \| Резервная \| Резервная \| | \| Основная \| Основная \| Резервная \| Резервная \| Резервная \| | \| Основная \| Основная \| Резервная \| Резервная \| Резервная \| | \| Основная \| Основная \| Резервная \| Резервная \| Резервная \| |
| ------------------------- | --------------- | ----------------------------------------------------------------- | ----------------------------------------------------------------- | ----------------------------------------------------------------- | ----------------------------------------------------------------- | ----------------------------------------------------------------- | ----------------------------------------------------------------- |
| Nike                      |                 | \| Основная \| Основная \| Резервная \| Резервная \| Резервная \| | \| Основная \| Основная \| Резервная \| Резервная \| Резервная \| | \| Основная \| Основная \| Резервная \| Резервная \| Резервная \| | \| Основная \| Основная \| Резервная \| Резервная \| Резервная \| | \| Основная \| Основная \| Резервная \| Резервная \| Резервная \| | \| Основная \| Основная \| Резервная \| Резервная \| Резервная \| |
| Матчи в форме по турнирам |                 |                                                                   |                                                                   |                                                                   |                                                                   |                                                                   |                                                                   |
| Первая лига               | Первая лига     | 21 (+8=6−7)                                                       | 21 (+8=6−7)                                                       | 3 (+1=0−2)                                                        | 1 (+1=0−0)                                                        | 3 (+0=1−2)                                                        | 1 (+0=0−1)                                                        |
| Кубок Украины             | Кубок Украины   | 1 (+0=1−0)                                                        | 1 (+0=1−0)                                                        | 0                                                                 | 0                                                                 | 0                                                                 | 0                                                                 |
| Итого                     | Итого           | 22 (+8=7−7)                                                       | 22 (+8=7−7)                                                       | 3 (+1=0−2)                                                        | 1 (+1=0−0)                                                        | 3 (+0=1−2)                                                        | 1 (+0=0−1)                                                        |
| Основная                  | Основная        | Резервная                                                         | Резервная                                                         | Резервная                                                         |                                                                   |                                                                   |                                                                   |

## Трансферы

### Пришли в клуб
| Дата                                  | Поз.         | Имя                  | Из клуба                   | Сумма           | Контракт   | *             |
| ------------------------------------- | ------------ | -------------------- | -------------------------- | --------------- | ---------- | ------------- |
| Летнее трансферное окно (2015 г.)     |              |                      |                            |                 |            |               |
| 9 июля 2015                           | полузащитник | Евгений Чепурненко   | Александрия                | свободный агент | постоянный | [ 7 ]         |
| 14 июля 2015                          | полузащитник | Константин Кравченко | посл.кл. Спартак (Юрмала)  | свободный агент | постоянный | [ 8 ]         |
| 14 июля 2015                          | защитник     | Александр Иоша       | Шахтёр-3 (Донецк)          | свободный агент | постоянный | [ 8 ]         |
| 24 июля 2015                          | нападающий   | Адеринсола Эсеола    | посл.кл. Арсенал (Киев)    | свободный агент | постоянный | [ 9 ]         |
| 24 июля 2015                          | нападающий   | Артём Грищенко       | Нива (Тернополь)           | свободный агент | постоянный | [ 10 ]        |
| 26 августа 2015                       | полузащитник | Дмитрий Задерецкий   | Волынь (Луцк)              | не разглашается | → аренда   | [ 11 ] [ 12 ] |
| 26 августа 2015                       | нападающий   | Александр Иващенко   | Александрия                | свободный агент | постоянный | [ 13 ]        |
| Зимнее трансферное окно (2015/16 гг.) |              |                      |                            |                 |            |               |
| 8 февраля 2016                        | полузащитник | Максим Банасевич     | Заря (Луганск)             | не разглашается | → аренда   | [ 14 ]        |
| 2 марта 2016                          | защитник     | Максим Максименко    | Спартак (Юрмала)           | свободный агент | постоянный | [ 15 ]        |
| 5 марта 2016                          | вратарь      | Богдан Когут         | Заря (Бельцы)              | свободный агент | постоянный | [ 16 ]        |
| 5 марта 2016                          | защитник     | Денис Фаворов        | Полтава                    | свободный агент | постоянный | [ 16 ]        |
| 5 марта 2016                          | полузащитник | Максим Марусич       | Горняк-Спорт (Комсомольск) | свободный агент | постоянный | [ 16 ]        |
| 5 марта 2016                          | нападающий   | Никита Вовченко      | Полтава                    | свободный агент | постоянный | [ 16 ]        |
| 7 марта 2016                          | защитник     | Рудольф Сухомлинов   | Сконто (Рига)              | свободный агент | постоянный | [ 17 ]        |
| 13 марта 2016                         | защитник     | Максим Лещенко       | Николаев                   | свободный агент | постоянный | [ 18 ]        |
| 24 марта 2016                         | полузащитник | Лука Коберидзе       | Гурия (Ланчхути)           | свободный агент | постоянный | [ 19 ]        |
| 15 апреля 2016                        | защитник     | Александр Черноморец | Динамо-2 (Киев)            | свободный агент | постоянный | [ 20 ]        |
| 15 апреля 2016                        | полузащитник | Олег Луценко         | Черноморец (Одесса)        | свободный агент | постоянный | [ 20 ]        |

### Ушли из клуба
| Дата                                  | Поз.         | Имя                    | В клуб                        | Сумма                         | Контракт                      | *             |
| ------------------------------------- | ------------ | ---------------------- | ----------------------------- | ----------------------------- | ----------------------------- | ------------- |
| Летнее трансферное окно (2015 г.)     |              |                        |                               |                               |                               |               |
| июнь 2015                             | нападающий   | Игорь Тимченко         | Кремень (Кременчуг)           | свободный агент               | постоянный                    | [ 21 ]        |
| 23 июня 2015                          | нападающий   | Александр Деребчинский | Звезда (Кировоград)           | свободный агент               | постоянный                    | [ 22 ]        |
| 8 июля 2015                           | полузащитник | Михаил Козак           | Александрия                   | свободный агент               | постоянный                    | [ 23 ]        |
| 14 июля 2015                          | полузащитник | Денис Скепский         | Черкасский Днепр              | свободный агент               | постоянный                    | [ 24 ]        |
| 21 июля 2015                          | защитник     | Ярема Кавацив          | Звезда (Кировоград)           | свободный агент               | постоянный                    | [ 25 ]        |
| 24 июля 2015                          | нападающий   | Николай Агапов         | Гелиос (Харьков)              | свободный агент               | постоянный                    | [ 26 ] [ 27 ] |
| 24 июля 2015                          | полузащитник | Антон Крамар           | Горняк (Кривой Рог)           | свободный агент               | постоянный                    | [ 26 ]        |
| 24 июля 2015                          | защитник     | Олег Леонидов          | Колос (Ковалёвка)             | свободный агент               | постоянный                    | [ 26 ]        |
| 26 августа 2015                       | полузащитник | Сергей Каркошкин       | Арсенал (Киев)                | свободный агент               | постоянный                    | [ 13 ]        |
| Зимнее трансферное окно (2015/16 гг.) |              |                        |                               |                               |                               |               |
| 4 января 2016                         | защитник     | Андрей Смалько         | Арсенал (Киев)                | свободный агент               | постоянный                    | [ 28 ] [ 29 ] |
| 4 января 2016                         | защитник     | Владимир Чуланов       | работа в структуре ФК «Десна» | работа в структуре ФК «Десна» | работа в структуре ФК «Десна» | [ 28 ] [ 30 ] |
| 4 января 2016                         | полузащитник | Пётр Кондратюк         | Патриот (Барышевка)           | свободный агент               | постоянный                    | [ 28 ] [ 31 ] |
| 8 января 2016                         | нападающий   | Александр Иващенко     | Оболонь-Бровар                | свободный агент               | постоянный                    | [ 32 ]        |
| 10 января 2016                        | защитник     | Рудольф Сухомлинов     | Сконто (Рига)                 | свободный агент               | постоянный                    | [ 33 ]        |
| 11 января 2016                        | вратарь      | Сергей Ситало          | Арсенал (Киев)                | свободный агент               | постоянный                    | [ 34 ] [ 35 ] |
| 11 января 2016                        | полузащитник | Константин Кравченко   | Сталь (Днепродзержинск)       | свободный агент               | постоянный                    | [ 34 ]        |
| 17 января 2016                        | полузащитник | Руслан Кисиль          | Ильичёвец (Мариуполь)         | свободный агент               | постоянный                    | [ 35 ] [ 36 ] |
| 5 февраля 2016                        | нападающий   | Адеринсола Эсеола      | Александрия                   | свободный агент               | постоянный                    | [ 37 ]        |
| 14 февраля 2016                       | защитник     | Вадим Жук              | Горняк (Кривой Рог)           | свободный агент               | постоянный                    | [ 38 ]        |
| 24 февраля 2016                       | защитник     | Евгений Елисеев        |                               | свободный агент               |                               | [ 39 ]        |

## Хронология сезона
- 29 июня 2015 г. «Десна» вышла из отпуска и начала подготовку к сезону[40].
- 2 июля 2015 г. Команда провела первый товарищеский матч с объединенной командой донецкого «Металлурга» и днепродзержинской «Стали» (1:2)[41][42].
- 6 июля 2015 г. «Десна» сыграла первый матч на международном турнире в Одессе с «Черноморцем» (0:2)
- 8 июля 2015 г. «Десна» сыграла вничью с чемпионом Молдовы «Милсами» (1:1).
- 24 июля 2015 г. Команда заявилась на новый сезон[26].
- 26 июля 2015 г. В первом матче чемпионата 2015/16 «Десна» на выезде сыграла вничью с ахтырским «Нефтяником» со счётом 1:1. Автором первого гола команды в сезоне стал Адеринсола Эсеола[43].
- 8 августа 2015 г. В матче третьего тура «Десна» одержала первую победу в сезоне 2015/16, обыграв в гостях «ФК Полтава» со счётом 1:0[44].
- 21 августа 2015 г. «Десна» провела открытую тренировку, во время которой были представлены новая форма и новички команды[45][46].
- 22 августа 2015 г. В 1/16 финала Кубка Украины команда сыграла вничью с полтавской «Ворсклой» со счётом 1:1, но проиграла в серии пенальти (2:4)[47].
- 26 августа 2015 г. «Десна» дозаявила полузащитника Дмитрия Задерецкого и нападающего Александра Иващенко. Покинул команду Сергей Каркошкин[12][13].
- 20 ноября 2015 г. Команда провела последний матч в 2015 году. В матче 18-го тура «Десна» одержала победу над ФК «Полтава» (2:1)[48].
- 15 января 2016 г. «Десна» начала подготовку к весенней части сезона в Пуща-Водице (Киев)[49][50].
- 17 января 2016 г. В первом матче на Мемориале Макарова-2016 «Десна» выиграла у «Чайки» (Петропавловская Борщаговка) со счётом 3:1[51].
- 27 января 2016 г. В финале Мемориала Макарова команда проиграла «Олимпику» (2:5)[52].
- 6 февраля 2016 г. Команда отправилась на учебно-тренировочный сбор в Уреки (Грузия)[53].
- 10—15 февраля 2016 г. На тренировочном сборе в Грузии «Десна» провела 4 контрольных матча, из которых 3 выиграла и 1 сыграла вничью[39].
- 16 февраля 2016 г. Представители руководства «Десны» и грузинского клуба «Одиши-1919» сыграли товарищеский матч, который завершился победой украинской команды со счётом 4:1. За «Десну» голы забивали Леван Гулордава (2 мяча), Александр Приходько и Александр Рябоконь, за «Одиши» — президент клуба Малхаз Чежия[54].
- 13 марта 2016 г. Начался учебно-тренировочный сбор «Десны» в селе Вестовая (Ивано-Франковская область)[18] (с 17 марта — в городе Залещики Тернопольской области)[55].
- 26 марта 2015 г. В первом матче в 2016 году «Десна» на выезде одержала победу над харьковским «Гелиосом» (1:0)[56].

## Статистика сезона

### Статистика команды[57]
| Сыграно матчей  | 31 (30 чемпионат Украины, 1 Кубок Украины) |
| Победы          | 11                                         |
| Ничьи           | 8 (7 чемпионат Украины, 1 Кубок Украины)   |
| Поражения       | 12                                         |
| Забито мячей    | 31 (30 чемпионат Украины, 1 Кубок Украины) |
| Пропущено мячей | 31 (30 чемпионат Украины, 1 Кубок Украины) |
| Разница мячей   | 0                                          |
| Предупреждения  | 63                                         |
| Удаления        | 2                                          |
| Лучший счёт     | 4:0                                        |
| Худший счёт     | 1:3, 0:2                                   |
| Очки            | 40/90 (44 %)                               |

### Статистика тренера[57]
| 1 | Александр Рябоконь | 31 матч (+11=8−12) |

### Статистика игроков[57]
| Сухие матчи             | Сергей Ситало — 4 Богдан Когут — 3 Олег Шевченко — 2 |
| Наибольшее число матчей | Вадим Бовтрук — 30 (29 чемпионат, 1 Кубок Украины)   |
| Лучший бомбардир        | Евгений Чепурненко (11 голов)                        |
| Худшая дисциплина       | Вадим Мельник (0 7 )                                 |

#### Капитаны команды
| Игрок          | Чемпионат | Чемпионат | Чемпионат | Кубок Украины | Кубок Украины | Кубок Украины | Итого | Итого   | Итого     |
| Игрок          | Игры      | Капитан   | в среднем | Игры          | Капитан       | в среднем     | Игры  | Капитан | в среднем |
| -------------- | --------- | --------- | --------- | ------------- | ------------- | ------------- | ----- | ------- | --------- |
| Вадим Мельник  | 28        | 28        | 1,0       | 1             | 1             | 1,0           | 29    | 29      | 1,0       |
| Павел Щедраков | 25        | 1         | 0,04      | 1             | 0             | 0             | 26    | 1       | 0,03      |

  — основной капитан в текущем составе «Десны»

#### Бомбардиры команды[58]
| Игрок              | Чемпионат | Чемпионат   | Чемпионат | Кубок Украины | Кубок Украины | Кубок Украины | Итого | Итого       | Итого     |
| Игрок              | Игры      | Голы (пен.) | в среднем | Игры          | Голы (пен.)   | в среднем     | Игры  | Голы (пен.) | в среднем |
| ------------------ | --------- | ----------- | --------- | ------------- | ------------- | ------------- | ----- | ----------- | --------- |
| Евгений Чепурненко | 28        | 11 (1)      | 0,39      | 1             | 0             | 0             | 29    | 11 (1)      | 0,37      |
| Адеринсола Эсеола  | 15        | 5 (1)       | 0,33      | 1             | 0             | 0             | 16    | 5 (1)       | 0,31      |
| Егор Картушов      | 19        | 4           | 0,21      | 0             | 0             | 0             | 19    | 4           | 0,21      |
| Денис Фаворов      | 10        | 3 (1)       | 0,3       | 0             | 0             | 0             | 10    | 3 (1)       | 0,3       |
| Пётр Кондратюк     | 14        | 1           | 0,07      | 1             | 1             | 1,0           | 15    | 2           | 0,13      |
| Руслан Кисиль      | 15        | 2           | 0,13      | 1             | 0             | 0             | 16    | 2           | 0,12      |
| Артём Грищенко     | 16        | 1           | 0,06      | 0             | 0             | 0             | 16    | 1           | 0,06      |
| Дмитрий Задерецкий | 20        | 1           | 0,05      | 0             | 0             | 0             | 20    | 1           | 0,05      |
| Павел Щедраков     | 25        | 1           | 0,04      | 1             | 0             | 0             | 26    | 1           | 0,03      |
| Вадим Бовтрук      | 29        | 1           | 0,03      | 1             | 0             | 0             | 30    | 1           | 0,03      |

  — лучший бомбардир команды по сумме всех турниров

#### Матчи, голы, предупреждения и удаления
| №  | Поз. | Имя                  | Чемпионат | Чемпионат | Чемпионат | Чемпионат    | Чемпионат | Кубок Украины | Кубок Украины | Кубок Украины | Кубок Украины | Кубок Украины | Итого | Итого  | Итого   | Итого        | Итого    |
| №  | Поз. | Имя                  | Игры      | Голы      | капитан   | Предупреждён | Red card  | Игры          | Голы          | капитан       | Предупреждён  | Red card      | Игры  | Голы   | капитан | Предупреждён | Red card |
| -- | ---- | -------------------- | --------- | --------- | --------- | ------------ | --------- | ------------- | ------------- | ------------- | ------------- | ------------- | ----- | ------ | ------- | ------------ | -------- |
| 11 | ПЗ   | Вадим Бовтрук        | 29        | 1         | 0         | 0            | 0         | 1             | 0             | 0             | 0             | 0             | 30    | 1      | 0       | 0            | 0        |
| 4  | Защ  | Вадим Мельник        | 28        | 0         | 28        | 7            | 0         | 1             | 0             | 1             | 0             | 0             | 29    | 0      | 29      | 7            | 0        |
| 7  | ПЗ   | Евгений Чепурненко   | 28        | 11 (1)    | 0         | 4            | 1         | 1             | 0             | 0             | 0             | 0             | 29    | 11 (1) | 0       | 4            | 1        |
| 3  | ПЗ   | Павел Щедраков       | 25        | 1         | 1         | 6            | 0         | 1             | 0             | 0             | 0             | 0             | 26    | 1      | 1       | 6            | 0        |
| 18 | Защ  | Рудольф Сухомлинов   | 24        | 0         | 0         | 4            | 0         | 1             | 0             | 0             | 1             | 0             | 25    | 0      | 0       | 5            | 0        |
| 6  | ПЗ   | Дмитрий Задерецкий   | 20        | 1         | 0         | 3            | 0         | 0             | 0             | 0             | 0             | 0             | 20    | 1      | 0       | 3            | 0        |
| 12 | ПЗ   | Егор Картушов        | 19        | 4         | 0         | 1            | 0         | 0             | 0             | 0             | 0             | 0             | 19    | 4      | 0       | 1            | 0        |
| 13 | Защ  | Евгений Елисеев      | 16        | 0         | 0         | 4            | 0         | 1             | 0             | 0             | 0             | 0             | 17    | 0      | 0       | 4            | 0        |
| 15 | Нап  | Артём Грищенко       | 16        | 1         | 0         | 0            | 0         | 0             | 0             | 0             | 0             | 0             | 16    | 1      | 0       | 0            | 0        |
| 17 | ПЗ   | Руслан Кисиль        | 15        | 2         | 0         | 5            | 0         | 1             | 0             | 0             | 0             | 0             | 16    | 2      | 0       | 5            | 0        |
| 10 | Нап  | Адеринсола Эсеола    | 15        | 5 (1)     | 0         | 6            | 0         | 1             | 0             | 0             | 0             | 0             | 16    | 5 (1)  | 0       | 6            | 0        |
| 2  | Защ  | Вадим Жук            | 14        | 0         | 0         | 2            | 0         | 1             | 0             | 0             | 0             | 0             | 15    | 0      | 0       | 2            | 0        |
| 9  | ПЗ   | Пётр Кондратюк       | 14        | 1         | 0         | 1            | 0         | 1             | 1             | 0             | 0             | 0             | 15    | 2      | 0       | 1            | 0        |
| 31 | Вр   | Сергей Ситало        | 13        | −15       | 0         | 2            | 0         | 1             | −1            | 0             | 0             | 0             | 14    | −16    | 0       | 2            | 0        |
| 5  | Защ  | Максим Максименко    | 11        | 0         | 0         | 2            | 0         | 0             | 0             | 0             | 0             | 0             | 11    | 0      | 0       | 2            | 0        |
| 21 | ПЗ   | Денис Фаворов        | 11        | 3 (1)     | 0         | 2            | 1         | 0             | 0             | 0             | 0             | 0             | 11    | 3 (1)  | 0       | 2            | 1        |
| 8  | ПЗ   | Максим Банасевич     | 11        | 0         | 0         | 2            | 0         | 0             | 0             | 0             | 0             | 0             | 11    | 0      | 0       | 2            | 0        |
| 1  | Вр   | Олег Шевченко        | 9         | −9        | 0         | 0            | 0         | 0             | 0             | 0             | 0             | 0             | 9     | −9     | 0       | 0            | 0        |
| 77 | Нап  | Александр Иващенко   | 9         | 0         | 0         | 0            | 0         | 0             | 0             | 0             | 0             | 0             | 9     | 0      | 0       | 0            | 0        |
| 5  | Защ  | Владимир Чуланов     | 8         | 0         | 0         | 1            | 0         | 1             | 0             | 0             | 0             | 0             | 9     | 0      | 0       | 1            | 0        |
| 21 | ПЗ   | Константин Кравченко | 8         | 0         | 0         | 0            | 0         | 1             | 0             | 0             | 0             | 0             | 9     | 0      | 0       | 0            | 0        |
| 27 | Защ  | Александр Черноморец | 8         | 0         | 0         | 2            | 0         | 0             | 0             | 0             | 0             | 0             | 8     | 0      | 0       | 2            | 0        |
| 13 | ПЗ   | Лука Коберидзе       | 8         | 0         | 0         | 4            | 0         | 0             | 0             | 0             | 0             | 0             | 8     | 0      | 0       | 4            | 0        |
| 47 | Вр   | Богдан Когут         | 7         | −6        | 0         | 1            | 0         | 0             | 0             | 0             | 0             | 0             | 7     | −6     | 0       | 1            | 0        |
| 27 | Защ  | Андрей Смалько       | 7         | 0         | 0         | 1            | 0         | 0             | 0             | 0             | 0             | 0             | 7     | 0      | 0       | 1            |          |
| 2  | Защ  | Максим Лещенко       | 6         | 0         | 0         | 0            | 0         | 0             | 0             | 0             | 0             | 0             | 6     | 0      | 0       | 0            |          |
| 10 | Нап  | Никита Вовченко      | 6         | 0         | 0         | 1            | 0         | 0             | 0             | 0             | 0             | 0             | 6     | 0      | 0       | 1            | 0        |
| 19 | Защ  | Вадим Малюк          | 4         | 0         | 0         | 0            | 0         | 1             | 0             | 0             | 0             | 0             | 5     | 0      | 0       | 0            | 0        |
| 22 | Защ  | Александр Иоша       | 4         | 0         | 0         | 0            | 0         | 0             | 0             | 0             | 0             | 0             | 4     | 0      | 0       | 0            | 0        |
| 17 | ПЗ   | Олег Луценко         | 4         | 0         | 0         | 1            | 0         | 0             | 0             | 0             | 0             | 0             | 4     | 0      | 0       | 1            | 0        |
| 9  | ПЗ   | Максим Марусич       | 3         | 0         | 0         | 0            | 0         | 0             | 0             | 0             | 0             | 0             | 3     | 0      | 0       | 0            | 0        |
| 14 | ПЗ   | Сергей Каркошкин     | 1         | 0         | 0         | 0            | 0         | 0             | 0             | 0             | 0             | 0             | 1     | 0      | 0       | 0            | 0        |

#### Лауреаты сезона
Лучший игрок сезона в Первой лиге по версии UA-Футбол:
- Евгений Чепурненко — 5-е место[59]

В сборную первого полугодия Первой лиги по версии Sportarena.com включались:
- Евгений Чепурненко — № 2 на позиции центральный полузащитник[60]

В сборную второго полугодия Первой лиги по версии Sportarena.com включались:
- Егор Картушов — № 1 на позиции правый полузащитник[61]
- Александр Черноморец — № 2 на позиции левый защитник[61]
- Евгений Чепурненко — № 2 на позиции атакующий полузащитник[61]

## Предсезонные и товарищеские матчи
Предсезонные матчи
| 2 июля 2015 г. / четверг | «Металлург» (Донецк) | 2:1    | «Десна»    | Украина, Буча             |
| 17:00 | ? 16′ · ? 22′        | отчёт. | Кисиль 90′ | Стадион: УТБ ФК «Оболонь» |
| Десна: Чуланов, Елисеев, Скепский, Каркошкин и игроки, находящиеся на просмотре (Жук, Малюк, Мельник, Смалько, Щедраков, Бовтрук, Кондратюк, Кисиль и игроки, находящиеся на просмотре 46') |                      |        |            |                           |

| июль 2015 г. | «Оболонь-Бровар» (Киев) | 1:1    | «Десна» | Украина, Буча             |
|              |                         | отчёт. |         | Стадион: УТБ ФК «Оболонь» |

Турнир четырёх команд в Одессе
| 6 июля 2015 г. / понедельник | «Черноморец» (Одесса)                                       | 2:0           | «Десна» | Украина, Одесса                                                               |
| 19:00 | Мартыненко 76′ · ? 77′ · Смирнов 26' · ? 82' · Данченко 83' | отчёт. отчёт. |         | Стадион: УТБ ФК «Черноморец» в Совиньоне Зрителей: 450 Судья: Швецов (Одесса) |
| «Черноморец» (Одесса): Безрук, Слинкин , Гадрани, Щетинин 40' (Калитов 40'), Смирнов, Переверза, Марковский 27' (Мурашов 27') и 4 футболиста на просмотре (Зацепин, Мартыненко, Калитов, Филимонов, Данченко, Насими и 5 футболистов на просмотре 46') · Десна: Иванов, Виксич, Елисеев, Иоша, Сухомлинов, Задойко, Чуланов , Малюк, Мартян, Райлян, Грищенко (Фельде, Мельник, Кондратюк, Бовтрук, Жук, Смалько, Кисиль, Щедраков, Кравченко, Каркошкин, Квачев 46') |                                                             |               |         |                                                                               |

| 8 июля 2015 г. / среда | «Милсами» (Оргеев)           | 1:1           | «Десна»                      | Украина, Одесса                                                                  |
| 17:00 | Кожокарь 83′ · Дулгиер 90+3' | отчёт. отчёт. | Картушов 86′ · Чуланов 90+1' | Стадион: УТБ ФК «Черноморец» в Совиньоне Зрителей: 100 Судья: Серпутько (Одесса) |
| «Милсами» (Оргеев): Бантыш 75' (футболист на просмотре 75'), Рхаили 46' (Ерхан 46'), Раку, Заричнюк, Андроник 62' (Огада 62'), Антонюк 46' (Овье 46'), Иллой-Айет 46' (Дулгиер 46'), Болохан 46' (Расулов 46'), Бырдан 46' (Суворов 46' 58' Чеботарь 58'), Буд, Кожокарь · »: Иванов, Жук 46' (Малюк 46'), Мельник 46' (Иоша 46'), Елисеев 70' (Чепурненко 70'), Смалько 46' (Сухомлинов 46'), Щедраков 60' (Чуланов 60'), Кравченко 46' (Мартян 46' 70' Картушов 70'), Каркошкин 46' (Кондратюк 46' 60' Квачев 60'), Кисиль 60' (Задойко 60'), Бовтрук 60' (Виксич 60'), Грищенко (Райлян 60') · Остались в запасе: Фельде |                              |               |                              |                                                                                  |

| 10 июля 2015 г. / пятница | «Ильичёвец» (Мариуполь)                                      | 2:1    | «Десна»                                 | Украина, Одесса                                                                  |
| 18:00 | Илюк 3′ · Акимов 5' · Скоблов 7′ · Сидоренко 82' · Лучик 87' | отчёт. | Кисиль 82' · Чепурненко 88′ · Иванов 5' | Стадион: УТБ ФК «Черноморец» в Совиньоне Зрителей: 50 Судья: Бондаренко (Одесса) |
| «Ильичёвец» (Мариуполь): Гальчук 58' (Крюков 58'), Жичиков 58' (Олейник 58'), Суходуб 58' (Вакуленко 58'), Цюпа 58' (Сидоренко 58'), Пыско 58' (Мишнёв 58'), Кольцов 58' (Иванисеня 58'), Скоблов 78' (Чудновец 78'), Янаков 58' (Безбородько 58'), Акимов 78' (Глущук 78'), Илюк 58' (Лучик 58'), футболист на просмотре 58' (Мигунов 58') · Остались в запасе: Чурилов · Десна: Иванов, Жук 57' (Картушов 57'), Мельник , Елисеев 9' (Иоша 9' 71' (Квачев 71'), Сухомлинов 71' (Смалько 71'), Щедраков 57' (Чуланов 57'), Кондратюк 38' (Кисиль 38'), Кравченко 65' Задойко 65' 77' (Райлян 77'), Каркошкин 46' (Чепурненко 46', Мартян 38' (Малюк 38'), Грищенко 30' (Бовтрук 30') · Остались в запасе: Ситало |                                                              |        |                                         |                                                                                  |

Итоговое расположение команд
| М | Команда      | И | В | Н | П | Мячи  | ±  | О |
| - | ------------ | - | - | - | - | ----- | -- | - |
| 1 | «Милсами»    | 3 | 1 | 2 | 0 | 4 − 2 | +2 | 5 |
| 2 | «Черноморец» | 3 | 1 | 2 | 0 | 3 − 1 | +2 | 5 |
| 3 | «Ильичёвец»  | 3 | 1 | 1 | 1 | 2 − 3 | −1 | 4 |
| 4 | «Десна»      | 3 | 0 | 1 | 2 | 2 − 5 | −3 | 1 |

И — игры, В — выигрыши, Н — ничьи, П — проигрыши, Мячи — забитые и пропущенные голы, ± — разница голов, О — очки

| 15 июля 2015 г. / среда | «Оболонь-Бровар» (Киев)          | 1:0           | «Десна» | Украина, Киев                        |
| 18:00 | Слободян 27′ (пен.) · Кицута 31' | отчёт. отчёт. |         | Стадион: Оболонь-Арена Зрителей: 500 |
| «Оболонь-Бровар» (Киев): Федоровский 45' (футболист на просмотре 45' 66' Пицан 66') — Пинчук 67' (Рустамов 67') Аблитаров 82' (Ульянченко 82'), Корнев 58' (Гордийчук 58'), Кицута 76' (футболист на просмотре 76'), Фаворов 74' (Яцик 74'), Проневич 58' (К. Коваленко 58'), Продан 72' (Порохня 72'), И. Коваленко 63' (Є. Шевченко 63'), Слободян 63' (Бровченко 63'), Шевчук 61' (Рябцев 61') · Десна: Ситало 69' (Шевченко 69'), Жук 66' (Малюк 66'), Мельник 66' (Иоша 66'), Елисеев 76' (Квачев 76'), Сухомлинов 76' (Смалько 76'), Щедраков 58' (Кондратюк 58'), Чепурненко, Кравченко 58' (Грищенко 58'), Картушов 76' (Чуланов 76'), Бовтрук 76' (Коновалов 76'), Окодува 22' (Дарцимелия 22' 69' Каркошкин 69') |                                  |               |         |                                      |

Товарищеские матчи в ходе летне-осенней части сезона
| 5 августа 2015 г. / среда | «Десна»                                                        | 8:0                                                 | ЮСБ (Чернигов) | Украина, Чернигов          |
|                           | Каркошкин ? · Кисиль ? · Картушов ? · Мельник ? · Чепурненко ? | отчёт. Архивировано из оригинала 4 марта 2016 года. |                | Стадион: им. Юрия Гагарина |

| 5 сентября 2015 г. / суббота | «Динамо» (Киев)                                                                      | 4:1                                                        | «Десна»                                  | Украина, Киев                                            |
| 14:00 | Мораес 32′ (пен.) 81′ · Буяльский 44′ 69′ · Болденков 43' · Кранчар 50' · Мораес 75' | отчёт. Архивировано из оригинала 4 марта 2016 года. отчёт. | Эсеола 2′ · Сухомлинов 31' · Мельник 75' | Стадион: Динамо им. Валерия Лобановского Зрителей: 1 110 |
| «Динамо» (Киев): Рыбка 46' (Шовковский 46'), Силва , Антунеш 79' (Осман 79'), Мораес 82' (Андриевский 82'), Гонсалес, Макаренко 63' (Казаков 63'), Буяльский 46' (Кранчар 46'), Лукьянчук, Болденков, Мякушко 63' (Буяльский 63'), Беланда 77' (Яремчук 77') · Десна: Ситало 46' (Шевченко 46'), Жук, Иоша 46' (Мельник 46'), Елисеев 72' (Грищенко 72'), Сухомлинов 46' (Смалько 46'), Щедраков 62' (Чуланов 62'), Задерецкий 68' (Кондратюк 68'), Чепурненко 68' (Кравченко 68'), Кисиль, Малюк 33' (Бовтрук 33'), Эсеола 62' (Иващенко 62') |                                                                                      |                                                            |                                          |                                                          |

Мемориал Макарова
| 17 января 2016 г. / воскресенье 1-й тур | «Чайка»       | 1:3                                                          | «Десна»                                               | Украина, Петропавловская Борщаговка |
| 12:00 | Васалатий 61′ | отчёт. отчёт. Архивировано из оригинала 26 января 2016 года. | Таран 11′ (авт.) · Чепурненко 87′ (пен.) 90+1′ (пен.) | Стадион: Козак-Арена                |
| Десна: Мельник , Серый, Грищенко и игроки, находящиеся на просмотре (Жук, Щедраков, Иоша, Малюк, Чепурненко, Бовтрук, Картушов, Задерецкий и игроки, находящиеся на просмотре 46') |               |                                                              |                                                       |                                     |

| 20 января 2016 г. / среда 3-й тур | «Десна»                     | 2:3                                                          | «Локомотив» (Киев)                  | Украина, Киев      |
| 14:00                             | Гугучия 31′ · Прокипчук 47′ | отчёт. Архивировано из оригинала 26 января 2016 года. отчёт. | Литвин 51′ · Климчук 63′ 87′ (пен.) | Стадион: Локомотив |

| 21 января 2016 г. / четверг 4-й тур | Свободные агенты | 1:2                                                          | «Десна»                   | Украина, Петропавловская Борщаговка |
| 14:00 | Шаповал 33′      | отчёт. отчёт. Архивировано из оригинала 26 января 2016 года. | Марусич 32′ · Мельник 66′ | Стадион: Козак-Арена                |
| Десна: 1 тайм: Мусиенко, Лещенко, Иоша, Нелин, Хоменко, Щедраков, Шастал, Луценко, Марусич, Прокипчук, Вовченко · 2 тайм: Шевченко, Жук, Иоша, Мельник, Лещенко, Коберидзе, Картушов, Чепурненко, Гугучия 82' (Задерецкий 82'), Бовтрук, Марусич 73' (Грищенко 73') |                  |                                                              |                           |                                     |

| 23 января 2016 г. / суббота 5-й тур | «Десна»                                                                                           | 6:0                                                   | ФК «Вишнёвое» | Украина, Петропавловская Борщаговка |
| 14:00 | Матвиив 3′ · Грищенко 60′ · Прокипчук 64′ · Грищенко 69′ · Задерецкий 72′ (пен.) · Чепурненко 87′ | отчёт. Архивировано из оригинала 27 января 2016 года. |               | Стадион: Козак-Арена                |
| Десна: 1 тайм: Шевченко, Малюк, Нелин, Никитенко, Хоменко, Ефремов, Пушанко, Шваб, Серый, Шастал, Матвиив · 2 тайм: Мусиенко, Жук, Дударенко, Малюк 62' (Щедраков 62'), Задерецкий 78' (Лещенко 78'), Коберидзе 75' (Мельник 75'), Луценко, Прокипчук 75' (Чепурненко 75'), Бондарь 75' (Картушов 75'), Вовченко 75' (Бовтрук 75'), Грищенко. |                                                                                                   |                                                       |               |                                     |

Итоговое расположение команд в группе «В»
| М | Команда                   | И | В | Н | П | Мячи   | ±   | О |
| - | ------------------------- | - | - | - | - | ------ | --- | - |
| 1 | «Десна»                   | 4 | 3 | 0 | 1 | 13 − 5 | +8  | 9 |
| 2 | Сборная свободных агентов | 4 | 2 | 1 | 1 | 8 − 4  | +4  | 7 |
| 3 | «Чайка»                   | 4 | 2 | 0 | 2 | 8 − 7  | +1  | 6 |
| 4 | «Локомотив»               | 4 | 2 | 0 | 2 | 8 − 9  | −1  | 6 |
| 5 | ФК «Вишнёвое»             | 4 | 0 | 1 | 3 | 1 − 13 | −12 | 1 |

И — игры, В — выигрыши, Н — ничьи, П — проигрыши, Мячи — забитые и пропущенные голы, ± — разница голов, О — очки

| 24 января 2016 г. / воскресенье 1/4 финала | «Десна»                                     | 2:2 (5:4 пен.)                                        | «Колос» (Ковалёвка)         | Украина, Киев                                     |
| 14:00 | Вовченко 15′ · Грищенко 87′ · Коберидзе 78' | отчёт. Архивировано из оригинала 28 января 2016 года. | Коропецкий 40′ · Вишняк 76′ | Стадион: УТБ ФК «Динамо» Судья: Кутаков (Бровары) |
| | Пенальти                                    |                                                       |                             |                                                   |
| Чепурненко · Картушов · Иоша · Марусич · Мельник |                                             | · Баранович                                           |                             |                                                   |
| Десна: 1 тайм: Шевченко, Лещенко, Нелин, Никитенко, Хоменко, Щедраков , Прокипчук, Луценко, Ефремов, Задерецкий, Вовченко · 2 тайм: Мусиенко, Жук, Иоша, Мельник, Лещенко, Коберидзе, Бовтрук, Гугучия 80' (Грищенко 80'), Чепурненко, Картушов, Марусич · «Колос» (Ковалёвка): Литвиненко, Гаврилюк, Козырь , Лисицкий, Ткаченко, Лугачёв, Зуевич, Вишняк, Кривошеенко, Коропецкий, Штонденко (Леонидов, Васильев, Цибульский, Баранович, Боровец ) |                                             |                                                       |                             |                                                   |

| 26 января 2016 г. / вторник 1/2 финала | «Чайка»                    | 2:2 (1:2 пен.)                                  | «Десна»          | Украина, Киев                                             |
| 14:00 | Бровко 18′ · Васалатий 75′ | отчёт (недоступная ссылка — история). отчёт.    | Картушов 54′ 60′ | Стадион: УТБ ФК «Динамо» Судья: Шурман (Киевская область) |
| | Пенальти                   |                                                 |                  |                                                           |
| Картушов · Марусич · Задерецкий · Чепурненко |                            | Васалатий · Зелди · Митленко · Чуприна · Костюк |                  |                                                           |
| «Чайка»: Ан.Мусиенко 68' (Киреев 68'), Мороз 57' (Солонина 57'), Чуприна, Марченко 61' (Кушнир 61'), Митленко, Васалатий, Каркошкин 76' (Насими 76'), Бляхарский 31' (Костюк 31'), Карвацкий, Юзефович, Бровко 46' (Зелди 46') · Десна: 1 тайм: Ал. Мусиенко, Малюк, Нелин, Никитенко, Хоменко, Коберидзе, Гугучия, Луценко, Прокипчук, Задерецкий, Грищенко · 2 тайм: Шевченко, Жук, Иоша, Мельник, Лещенко, Щедраков, Чепурненко, Марусич, Картушов, Задерецкий, Вовченко |                            |                                                 |                  |                                                           |

| 27 января 2016 г. / среда Финал | «Олимпик» (Донецк)                                                 | 5:2                                                          | «Десна»                                 | Украина, Киев                                     |
| 14:00 | Танчик 15′ · Матяж 42′ (пен.) · Степанюк 51′ 68′ 90+1′ · Конде 20' | отчёт. Архивировано из оригинала 1 февраля 2016 года. отчёт. | Чепурненко 2′ · Гугучия 82′ · Нелин 41' | Стадион: УТБ ФК «Динамо» Судья: Кутаков (Бровары) |
| «Олимпик» (Донецк): Литовченко 46' (Махарадзе 46' 77' Котляров 77'), Вовкодав 46' (Парцвания 46' 70' Галенков 70'), Борзенко 75' (Бобух 75'), Конде 63' (Иллой-Айет 63'), Немчанинов 46' (Федорив 46'), Доронин, Огиря 46' (Степанюк 46'), Танчик, Поступаленко 63' (Драченко 63'), Волков 63' (Шестаков 63'), Матяж 75' (Ионеску 75') · Остались в запасе: Кришан, Гельзин · Десна: Шевченко, Жук 59' (Гугучия 59'), Мельник 77' (Никитенко 77'), Нелин 46' (Иоша 46'), Лещенко 84' (Серый 84'), Щедраков 59' (Коберидзе 59'), Луценко 46' (Марусич 46'), Прокипчук 46' (Хоменко 46'), Чепурненко 66' (Ефремов 66'), Задерецкий 46' (Картушов 46'), Вовченко 63' (Грищенко 63') · Остались в запасе: Мусиенко, Бондарь, Малюк |                                                                    |                                                              |                                         |                                                   |

| 5 февраля 2016 г. / пятница | «Динамо-2» (Киев) | 0:1                                                           | «Десна»      | Украина, Киев            |
| 12:00 |                   | отчёт. Архивировано из оригинала 24 февраля 2016 года. отчёт. | Грищенко 69′ | Стадион: УТБ ФК «Динамо» |
| «Динамо-2» (Киев): Волынец 46' (Каминский 46'), Трубочкин, Братков 82' (Дмитренко 82'), Джгереная 58' (Головко 58'), М. Нестеренко 82' (Ковбаса 82'), Гемега 65' (Немтинов 65'), Акубардия 46' (Полегенько 46'), Трояновский 82' (Алексеев 82'), Цыбульник 78' (Скидан 78'), Жикол 62' (Нагорный 62'), Зубков 75' (Мочуляк 75') · Десна: Когут 46' (Мусиенко 46'), Максименко 46' (Щедраков 46'), Лещенко, Иоша, Задерецкий, Ефремов, Банасевич, Прокипчук 46' (Бовтрук 46'), Картушов, Марусич, Вовченко (Грищенко, Малюк, Петрусенко, Правук, Дорош, Матвиив ) |                   |                                                               |              |                          |

Учебно-тренировочный сбор ФК «Десна» в Грузии (с 6 февраля 2016 года)
| 10 февраля 2016 г. / среда | «Одиши 1919» (Зугдиди) | 0:1    | «Десна»        | Грузия, Уреки |
| 14:00 |                        | отчёт. | Чепурненко 12′ |               |
| »: 1 тайм: Шевченко, Лещенко, Максименко, Никитенко, Задерецкий, Коберидзе, Марусич, Чепурненко, Банасевич, Картушов, Вовченко 2 тайм: Шевченко, Малюк, Мельник, Иоша, Серый, Щедраков, Ефремов, Гугучия, Прокипчук, Бовтрук, Грищенко |                        |        |                |               |

| 11 февраля 2016 г. / четверг | «Колхети-1913» (Поти) | 1:1                                                           | «Десна»     | Грузия, Уреки |
| 12:00 | Гурешидзе 64′         | отчёт. Архивировано из оригинала 15 февраля 2016 года. отчёт. | Бовтрук 32′ |               |
| »: Когут 46' (Мусиенко 46'), Лещенко, Мельник 46' (Щедраков 46'), Максименко, Задерецкий, Коберидзе 75' (Ефремов 75'), Чепурненко 67' (Иоша 67'), Бовтрук 46' (Прокипчук 46'), Картушов 46' (Вовченко 46'), Банасевич 67' (Серый 67'), Грищенко 32' (Марусич 32' 75' Малюк 75') |                       |                                                               |             |               |

| 14 февраля 2016 г. / воскресенье | «Динамо» (Батуми) | 0:2    | «Десна»                       | Грузия, Уреки |
| |                   | отчёт. | Картушов 29′ · Задерецкий 43′ |               |
| »: Мусиенко, Лещенко 75' (Малюк 46'), Максименко 46' (Никитенко 46'), Иоша, Задерецкий 64' (Мельник 64'), Коберидзе, Чепурненко 46' (Ефремов 46'), Марусич 46' (Бовтрук 46'), Картушов 46' (Прокипчук 46'), Банасевич 46' (Серый 46'), Вовченко 46' (Грищенко 46') |                   |        |                               |               |

| 15 февраля 2016 г. / понедельник | «Мерцхали» (Озургети) | 1:2           | «Десна»                     | Грузия, Уреки |
| | ? 9′ (пен.)           | отчёт. отчёт. | Вовченко 63′ · Щедраков 77′ |               |
| »: Когут 46' (Мусиенко 46'), Лещенко 76' (Малюк 76'), Максименко 54' (Задерецкий 54'), Никитенко 35' (Мельник 35'), Серый 46' (Щедраков 46') Коберидзе, Ефремов 46' (Чепурненко 46'), Марусич 38' (Бовтрук 38'), Прокипчук 46' (Картушов 46'), Банасевич 76' (Иоша 76'), Вовченко 76' (Грищенко 76') |                       |               |                             |               |

| 1 марта 2016 г. / вторник | «Колос» (Ковалёвка)                 | 3:1                                                        | «Десна»      | Украина, Киев      |
| 12:00 | Коропецкий 37′ · Цыбульский 86′ 89′ | отчёт. Архивировано из оригинала 9 марта 2016 года. отчёт. | Картушов 71′ | Стадион: Локомотив |
| «Колос» (Ковалёвка): Яшков, Гаврилюк, Козырь, Лисицкий, Багдасаров, Зуевич, Поздеев, Вишняк, Кривошеенко, Коропецкий, Бондаренко (Ткачук, Цибульский, Морозко, Боровец, Семенко, Баранович ) · Десна: Когут, Лещенко, Максименко 46' (Чепурненко 46'), Иоша 46' (Мельник 46'), Задерецкий 62' (Серый 62'), Фаворов 62' (Малюк 62'), Щедраков 46' (Коберидзе 46'), Бовтрук 46' (Картушов 46'), Банасевич 62' (Ефремов 62'), Марусич 46' (Прокипчук 46'), Вовченко (Грищенко 62') |                                     |                                                            |              |                    |

| 2 марта 2016 г. / среда | «Арсенал» (Киев) | 1:0                                                        | «Десна» | Украина, Счастливое    |
| 16:30 | Пилипенко 30′    | отчёт. Архивировано из оригинала 6 марта 2016 года. отчёт. |         | Стадион: Арсенал-Арена |
| Десна: Мусиенко, Малюк 46' (Щедраков 46'), Мельник 69' (Вовченко 69'), Иоша, Лещенко 46' (Задерецкий 46'), Фаворов 72' (Малюк 72'), Ефремов 72' (Чепурненко 72'), Марусич 69' (Максименко 69'), Прокипчук, 46' (Картушов 46'), Бовтрук 46' (Банасевич 46'), Грищенко 46' (Коберидзе 46') |                  |                                                            |         |                        |

Учебно-тренировочный сбор ФК «Десна» на Галичине (13 — 20 марта 2016 года)
| 15 марта 2016 г. / вторник | «Ника» (Ивано-Франковск) | 1:5                                                         | «Десна»                                              | Украина, Ивано-Франковск |
| 16:00                      | Веприк ? (пен.)          | отчёт. отчёт. Архивировано из оригинала 24 марта 2016 года. | Картушов ? · Чепурненко ? · Банасевич ? · Вовченко ? | Стадион: Рух             |

| 16 марта 2016 г. / среда | «Оскар» (Подгорье) | 1:1                                                  | «Десна»    | Украина, Ивано-Франковск |
|                          | Мартинюк ?         | отчёт. Архивировано из оригинала 24 марта 2016 года. | Вовченко ? | Стадион: Рух             |

| 19 марта 2016 г. / суббота | «Тернополь» | 0:1                                                  | «Десна»     | Украина, Добровляны |
| 16:00 |             | отчёт. Архивировано из оригинала 31 марта 2016 года. | Фаворов 75′ |                     |
| Тернополь: Чернобай, Курило, Атласюк, Клекот, Соколовский, Кондзёлка 62' (Заставецкий 62'), Гаврилюк 46' (В. Сороцкий 46'), Богданов 65' (Громяк 65'), Кривой 46' (Чёрный 46'), Дори 46' (Полянчук 46'), И. Сороцкий 78' (Тарабалка 78') · Десна: Когут, Лещенко, Иоша, Щедраков, Задерецкий, Коберидзе, Марусич, Луценко, Малюк, Грищенко, Вовченко (Фаворов, Мельник, Максименко, Сухомлинов, Чепурненко, Бовтрук, Банасевич, Картушов ) |             |                                                      |             |                     |

| 20 марта 2016 г. / воскресенье | «Днестр» (Залещики) | 1:4                                                         | «Десна»                                | Украина, Залещики |
| 14:00                          | Рябой 9′            | отчёт. Архивировано из оригинала 31 марта 2016 года. отчёт. | Картушов 53′ · Вовченко ? · Грищенко ? | Стадион: Днестр   |

Итого: 18 (+10=4−4); мячи: 38—23; бомбардир: Евгений Чепурненко (7)
Учебно-тренировочный сбор ФК «Десна» в Беларуси (апрель 2016 года)
| 3 апреля 2016 г. / воскресенье | «Гомельжелдортранс» | 0:0                                     | «Десна» | Беларусь, Речица     |
| 16:00                          |                     | [sportnaviny.com/archives/36970 отчёт]. |         | Стадион: Центральный |

| 4 апреля 2016 г. / понедельник | «Химик» (Светлогорск) | 2:3                                                   | «Десна»                              | Беларусь, Речица     |
| 16:00                          | ? ? · ? ?             | отчёт. Архивировано из оригинала 18 апреля 2016 года. | Банасевич ? · Фаворов ? · Вовченко ? | Стадион: Центральный |

## Первая лига

### Матчи[63]

#### 1-й круг
| 26 июля 2015 г. / воскресенье 1-й тур | «Нефтяник-Укрнефть» (Ахтырка)                  | 1:1 протокол (укр.). Архивировано из оригинала 9 ноября 2015 года. | «Десна»                             | Украина, Ахтырка                                                  |
| 18:00 | Сторублёвцев 66′ · Прокурор 45' · Листопад 56' | отчёт (укр.). Архивировано из оригинала 4 марта 2016 года.         | Эсеола 84′ · Жук 42' · Ситало 90+2' | Стадион: Нефтяник Зрителей: 800 Судья: Скрипак (Киевская область) |
| «Нефтяник-Укрнефть» (Ахтырка): Тимофеев, Бояринцев, Листопад, Е. Пасич, Савин 65' (Сондей 65'), Прокурор 46' (Павелько 46'), Арвеладзе, Власюк, Циколия, Сторублёвцев 80' (Войцеховский 80'), Вечтомов · Остались в запасе: Вокальчук, Боровик, Г. Пасич, Зайчук · Десна: Ситало, Жук, Мельник , Елисеев, Сухомлинов, Щедраков, Бовтрук 90+2' (Малюк 90+2'), Картушов, Чепурненко, Кравченко 67' (Кондратюк 67'), Грищенко 62' (Эсеола 62') · Остались в запасе: Шевченко, Иоша, Смалько, Каркошкин |                                                |                                                                    |                                     |                                                                   |

| 1 августа 2015 г. / суббота 2-й тур | «Десна»                                         | 1:2 протокол (укр.). Архивировано из оригинала 9 ноября 2015 года. | «Динамо-2» (Киев)                                                   | Украина, Чернигов                                                           |
| 18:00 | Чепурненко 89′ (пен.) · Эсеола 28' · Кисиль 64' | отчёт (укр.). Архивировано из оригинала 4 марта 2016 года.         | Панфилов 6′ 90+4′ · Цыбульник 27' · Трубочкин 87' · Акубардия 90+4' | Стадион: им. Юрия Гагарина Зрителей: 4 300 Судья: Иванов (Донецкая область) |
| Десна: Ситало, Жук, Елисеев, Мельник , Сухомлинов, Щедраков, Бовтрук 85' (Кондратюк 85'), Картушов, Чепурненко, Кравченко 46' (Кисиль 46'), Эсеола 72' (Грищенко 72') · Остались в запасе: Шевченко, Смалько, Каркошкин, Малюк · «Динамо-2» (Киев): Бущан, Черноморец, Очигава, Орландо Суарес, Цыбульник, Маик 90+2' (Дмитренко 90+2'), Трубочкин, Панфилов, Исраилов 75' (Жикол 75'), Акубардия 88' (Петров 88'), Братков · Остались в запасе: Волынец, Ковбаса, Нагорный, Скидан |                                                 |                                                                    |                                                                     |                                                                             |

| 8 августа 2015 г. / суббота 3-й тур | «Полтава»                                                                                  | 0:1 протокол (укр.). Архивировано из оригинала 9 ноября 2015 года. | «Десна»                                                                        | Украина, Полтава                                             |
| 18:00 | Масалов 45+1' (пен.) · Фаворов 41' · Иванов 47' · Зозуля 67' · Шастал 75' · Вовченко 90+1' | отчёт (укр.). Архивировано из оригинала 4 марта 2016 года.         | Картушов 73′ · Мельник 23' · Чепурненко 45' 61' · Елисеев 82' · Картушов 90+5' | Стадион: Локомотив Зрителей: 1 000 Судья: Миланич (Николаев) |
| Полтава: Кучинский, Фаворов, Бондаренко, Белый, В. Кравченко, Стеценко, Зозуля 70' (Вовченко 70'), Масалов, Насибулин 67' (Прокипчук 67'), Иванов 52' (Шастал 52'), Семенец · Остались в запасе: Бонь, Ткачёв, Ковальчук, Рогозинский · Десна: Ситало, Жук, Елисеев, Мельник , Сухомлинов 48' (Смалько 48'), Щедраков, Бовтрук 85' (Чуланов 85'), Чепурненко, Кондратюк 79' (Эсеола 79'), Картушов, Кисиль · Остались в запасе: Шевченко, Иоша, Каркошкин, К. Кравченко |                                                                                            |                                                                    |                                                                                |                                                              |

| 15 августа 2015 г. / суббота 4-й тур | «Десна» | 0:1 протокол (укр.). Архивировано из оригинала 9 ноября 2015 года. | «Гелиос» (Харьков)                                                                                                | Украина, Чернигов                                                   |
| 18:00 |         | отчёт (укр.). Архивировано из оригинала 9 апреля 2016 года.        | Луценко 44′ · Кича 31' · Луценко 44' · Задоя 57' · Гершман 75' · С. Кравченко 81' · Крапивный 82' · Зарубин 90+2' | Стадион: им. Юрия Гагарина Зрителей: 1 800 Судья: Кривоносов (Киев) |
| Десна: Ситало, Жук, Мельник , Елисеев, Сухомлинов, Щедраков, Картушов, К. Кравченко 61' (Кондратюк 61'), Бовтрук, Каркошкин 61' (Грищенко 61'), Кисиль 79' (Чуланов 79') · Остались в запасе: Шевченко, Иоша, Малюк, Смалько · «Гелиос» (Харьков): Зарубин, Бордиян, Лобойко , Гершман, Комарницкий, Задоя 69' (Крапивный 69'), Луценко, Панасенко 62' (Агапов 62'), Субочев, Кича, С. Кравченко 85' (Сартина 85') · Остались в запасе: Денчук, Абеленцев, Челидзе, Чередниченко |         |                                                                    | |                                                                     |

| 26 августа 2015 г. / среда 5-й тур | «Нива» (Тернополь)                              | 2:0 протокол (укр.). Архивировано из оригинала 9 ноября 2015 года. | «Десна»                   | Украина, Тернополь                                     |
| 18:00 | Захаревич 48′ 83′ (пен.) · Дурай 72' · Фаюк 85' | отчёт (укр.). Архивировано из оригинала 4 марта 2016 года.         | · Кисиль 51' · Ситало 83' | Стадион: ГС Зрителей: 1 500 Судья: Дедов (Симферополь) |
| «Нива» (Тернополь): Плетеницкий, Дурай, Бочкур, Гудак, Кухарук 54' (Жицкий 54'), Фаюк, Захаревич 90' (Кухарский 90'), Волошинович 88' (Бадло 88'), Яневич, Портянко, Петривский · Остались в запасе: Попович, Мучак, Кохман · Десна: Ситало, Жук, Мельник 31' (Задерецкий 31'), Иоша, Сухомлинов, Щедраков, Бовтрук, Кравченко 46' (Эсеола 46'), Чепурненко, Кисиль, Иващенко 68' (Кондратюк 68') · Остались в запасе: Шевченко, Малюк, Чуланов, Смалько |                                                 |                                                                    |                           |                                                        |

| 30 августа 2015 г. / воскресенье 6-й тур | «Десна»                                         | 1:0 протокол (укр.). Архивировано из оригинала 9 ноября 2015 года. | «Звезда» (Кировоград) | Украина, Чернигов                                                  |
| 18:00 | Кондратюк 90′ · Задерецкий 60' · Щедраков 90+3' | отчёт (укр.). Архивировано из оригинала 7 сентября 2015 года.      | · Ковалёв 66'         | Стадион: им. Юрия Гагарина Зрителей: 2 800 Судья: Фощий (Черкассы) |
| Десна: Ситало, Жук, Мельник , Елисеев, Сухомлинов, Щедраков, Задерецкий 66' (Смалько 66'), Чепурненко, Кисиль, Бовтрук 86' (Иващенко 86'), Эсеола 73' (Кондратюк 73') · Остались в запасе: Шевченко, Малюк, Чуланов, Кравченко · «Звезда» (Кировоград): Лёпка, Допилка , Ковалёв, Кучеренко, Бацула, Б. Баранец, Чичиков 58' (Щедрый 58'), Загальский 76' (Локтионов 76'), Г. Баранец, Мостовой, Акименко |                                                 |                                                                    |                       |                                                                    |

| 12 сентября 2015 г. / суббота 8-й тур | «Десна»                                                 | 1:1 протокол (укр.). Архивировано из оригинала 9 ноября 2015 года. | «Горняк» (Кривой Рог)                       | Украина, Чернигов                                               |
| 17:00 | Бовтрук 86′ · Кисиль 32' · Задерецкий 79' · Елисеев 87' | отчёт (укр.). Архивировано из оригинала 4 марта 2016 года.         | Чечеленко 8′ · Гвоздевич 71' · Григорик 78' | Стадион: им. Юрия Гагарина Зрителей: 1 600 Судья: Саик (Одесса) |
| Десна: С. Ситало, Жук, Мельник , Елисеев, Сухомлинов, Щедраков, Бовтрук, Чепурненко, Кравченко 46' (Кондратюк 46'), Кисиль 72' (Задерецкий 72'), Эсеола 77' (Иващенко 77') · Остались в запасе: Шевченко, Чуланов, Смалько, Грищенко · «Горняк» (Кривой Рог): Ганев, Баенко, Павлов, Григорик, Гвоздевич, А. Ситало, Ямполь, Чечеленко 71' (Рябов 71'), Боровский 83' (Сантрапинских 83'), Дорош, Солдат 90+3' (Дацюк 90+3') · Остались в запасе: Гурин, Терехов, Снижко, Луценко |                                                         |                                                                    |                                             |                                                                 |

| 19 сентября 2015 г. / суббота 9-й тур | «Оболонь-Бровар» (Киев) | 0:0 протокол (укр.). Архивировано из оригинала 9 ноября 2015 года. | «Десна»                                     | Украина, Киев                                                     |
| 17:00 | К. Коваленко 44'        | отчёт (укр.). Архивировано из оригинала 25 сентября 2015 года.     | Щедраков 30' · Мельник 62' · Чепурненко 89' | Стадион: Оболонь-Арена Зрителей: 1 110 Судья: Калита (Кировоград) |
| «Оболонь-Бровар» (Киев): Федоривский, Бидловский, Сахнюк 57' (Шевчук 57'), Фаворов, Гордийчук, К. Коваленко, Продан 83' (Корольчук 83'), Бровченко 65' (И. Коваленко 65'), Корнев , Пинчук, Кицута · Остались в запасе: Кулинич, Рустамов, Мандзюк, Проневич · Десна: Ситало, Жук, Мельник , Елисеев, Сухомлинов, Щедраков, Задерецкий 62' (Эсеола 62'), Чепурненко, Кисиль 90+3' (Грищенко 90+3'), Бовтрук, Иващенко 74' (Кондратюк 74') · Остались в запасе: О. Шевченко, Чуланов, Смалько, Кравченко |                         |                                                                    |                                             |                                                                   |

| 23 сентября 2015 г. / среда 7-й тур | «Ильичёвец» (Мариуполь)                    | 0:1 протокол (укр.). Архивировано из оригинала 28 сентября 2015 года. | «Десна»        | Украина, Мариуполь                                              |
| 17:30 | · Ефремов 17' · Дуць 45+2' · Вакуленко 48' | отчёт (укр.). Архивировано из оригинала 1 октября 2015 года.          | Чепурненко 31′ | Стадион: Ильичёвец Зрителей: 2 007 Судья: Яблонский (Тернополь) |
| «Ильичёвец» (Мариуполь): Гальчук, Вакуленко, Сидоренко, Мигунов, Кольцов, Мишнёв , Пыско 68' (Иванисеня 68'), Илюк 25' (Безбородько 25'), Жичиков, Ефремов 46' (Глущук 46'), Дуць · Остались в запасе: Чурилов, Приходько, Скоблов, Цюпа · Десна: Ситало, Жук, Мельник , Елисеев, Сухомлинов, Щедраков, Задерецкий 87' (Эсеола 87'), Чепурненко, Кисиль, Бовтрук, Иващенко 90' (Чуланов 90') · Остались в запасе: Шевченко, Иоша, Смалько, Кондратюк, Кравченко |                                            |                                                                       |                |                                                                 |

| 27 сентября 2015 г. / воскресенье 10-й тур | «Десна»                       | 0:2 протокол (укр.). Архивировано из оригинала 30 сентября 2015 года. | «Горняк-Спорт» (Комсомольск)                         | Украина, Чернигов                                                 |
| 17:00 | · Сухомлинов 69' · Эсеола 83' | отчёт (укр.). Архивировано из оригинала 1 октября 2015 года.          | Ивашко 3′ · Корольков 86′ · Ивашко 44' · Ломко 45+2' | Стадион: им. Юрия Гагарина Зрителей: 300 Судья: Новохатний (Киев) |
| Десна: Ситало, Жук, Мельник , Елисеев 17' (Чуланов 17'), Сухомлинов, Щедраков, Задерецкий 59' (Эсеола 59'), Чепурненко, Кисиль 73' (Кондратюк 73'), Бовтрук, Иващенко · Остались в запасе: Шевченко, Смалько, Кравченко, Грищенко · «Горняк-Спорт» (Комсомольск): Ситников, Волчков, Голядинец, Моисеенко, Ломко, Герасимец 90+4' (Шульц 90+4'), Корольков , Воронченко, Дячук, Марусич 70' (Климаков 70'), Ивашко 89' (Пивовар 89') · Остались в запасе: Клищук, Шарай, Прутян |                               |                                                                       |                                                      |                                                                   |

| 3 октября 2015 г. / суббота 11-й тур | «Черкасский Днепр»                           | 2:0 протокол (укр.). Архивировано из оригинала 9 ноября 2015 года. | «Десна»                        | Украина, Черкассы                                              |
| 15:00 | Скарлош 73′ · Батальский 90+1′ · Кошадзе 62' | отчёт (укр.). Архивировано из оригинала 4 марта 2016 года.         | · Мельник 67' · Сухомлинов 73' | Стадион: Центральный Зрителей: 2 200 Судья: Кузьмин (Николаев) |
| Черкасский Днепр: Будюк, Батальский, Гонщик 38' (Кошадзе 38'), Бушман, Тарасенко , Сафонов, Синегуб, Шопин, Бурлин, Лисовой 46' (Скарлош 46'), Скепский 79' (Кошка 79') · Остались в запасе: Мирный, Качур, Сторчоус, Балан · Десна: Ситало, Жук 80' (Смалько 80'), Мельник , Елисеев, Сухомлинов, Щедраков, Задерецкий 76' (Грищенко 76'), Чепурненко, Кондратюк, Бовтрук, Иващенко 83' (Кравченко 83') · Остались в запасе: Шевченко, Иоша, Чуланов, Малюк |                                              |                                                                    |                                |                                                                |

| 10 октября 2015 г. / суббота 12-й тур | «Десна»                                                                                 | 4:1 протокол (укр.). Архивировано из оригинала 9 ноября 2015 года. | «Сумы»                    | Украина, Белая Церковь                                                   |
| 16:00 | Чепурненко 42′ · Кисиль 45′ · Эсеола 55′ 90+1′ · Елисеев 30' · Эсеола 71' · Мельник 73' | отчёт (укр.). Архивировано из оригинала 4 марта 2016 года.         | Богачёв 81′ · Западня 71' | Стадион: Трудовые резервы Зрителей: 100 Судья: Иванов (Донецкая область) |
| Десна: Шевченко, Смалько, Мельник , Елисеев, Сухомлинов, Щедраков, Бовтрук, Чепурненко, Кравченко 74' (Чуланов 74'), Кисиль 89' (Задерецкий 89'), Эсеола 90+1' (Грищенко 90+1') · Остались в запасе: Ситало, Иоша, Малюк, Кондратюк · Сумы: Важинский, Пинчук 79' (Радченко 79'), Западня, Игнатенко, Сидоренко, Богачев, Брикнер 62' (Гребенюк 62'), Лебеденко, Фатьянов 46' (Ермаченко 46'), Котелюх , Медведев · Остались в запасе: Литвиненко, Меркушов |                                                                                         |                                                                    |                           |                                                                          |

| 17 октября 2015 г. / суббота 13-й тур | «Тернополь»                                             | 0:2 протокол (укр.). Архивировано из оригинала 9 ноября 2015 года. | «Десна» | Украина, Тернополь                                |
| 16:00 | · Кривой 46' · Полянчук 51' · Клекот 63' · Гаврилюк 74' | отчёт (укр.) (недоступная ссылка — история).                       | Эсеола 26′ · Чепурненко 45+1′ · Смалько 26' · Чепурненко 36' · Щедраков 60' · Кисиль 83' · Эсеола 84' · Чуланов 87' | Стадион: ГС Зрителей: 700 Судья: Чижевский (Киев) |
| Тернополь: Чернобай, Соколовский, Дубчак, Атласюк, Клекот, Курило, Кондзёлка , Кицак 32' (Гаврилюк 32'), Полянчук 55' (Громяк 55'), Сороцкий, Кривой · Остались в запасе: Кравчук, Капелян, Музыка, Дори · Десна: Шевченко, Смалько, Щедраков , Елисеев, Сухомлинов, Чуланов, Бовтрук, Чепурненко, Кравченко 71' (Малюк 71'), Кисиль 90+2' (Иоша 90+2'), Эсеола 88' (Грищенко 88') · Остались в запасе: Ситало |                                                         |                                                                    | |                                                   |

| 22 октября 2015 г. / четверг 14-й тур | «Авангард» (Краматорск)                                                            | 1:1 протокол (укр.). Архивировано из оригинала 9 ноября 2015 года. | «Десна»      | Украина, Краматорск                                      |
| 17:30 | Филиппов 13′ · Тищенко 18' · Чаус 32' · Аксёнов 53' · Дегтярёв 66' · Покотилюк 78' | отчёт (укр.) (недоступная ссылка — история).                       | Щедраков 20′ | Стадион: Авангард Зрителей: 250 Судья: Кривоносов (Киев) |
| «Авангард» (Краматорск): Семено, Мирошник. Алексанов 68' (Собко 68'), Аксёнов, Довбыш 55' (Нехтий 55'), Филиппов, Бондаренко, Чаус 48' (Покотилюк 48'), Нгаха Колинс , Тищенко, Дегтярёв · Остались в запасе: Яковец, Фатий, Доценко · Десна: Шевченко, Чуланов, Мельник , Елисеев, Смалько, Щедраков, Малюк 77' (Бовтрук 77'), Чепурненко, Кондратюк, Сухомлинов, Грищенко 82' (Задерецкий 82') · Остались в запасе: Ситало, Жук, Иоша |                                                                                    |                                                                    |              |                                                          |

| 1 ноября 2015 г. / воскресенье 15-й тур | «Десна»                                                                | 0:1 протокол (укр.). Архивировано из оригинала 9 ноября 2015 года. | «Николаев» | Украина, Чернигов                                               |
| 14:00 | · Кондратюк 24' · Эсеола 44' · Щедраков 74' · Кисиль 79' · Мельник 82' | отчёт (укр.) (недоступная ссылка — история).                       | Сикорский 75′ (пен.) · Хохлов 12' · Булычёв 23' · Сикорский 32' · Муховиков 61' · Любчак 61' · Берко 81' · Ковалёв 90+1' | Стадион: им. Юрия Гагарина Зрителей: 1 508 Судья: Павлюк (Киев) |
| Десна: Шевченко, Жук, Мельник , Елисеев, Сухомлинов, Щедраков, Бовтрук 74' (Задерецкий 74'), Чепурненко, Кондратюк 66' (Картушов 66'), Кисиль 80' (Чуланов 80'), Эсеола · Остались в запасе: Ситало, Смалько, Малюк, Грищенко · Николаев: Чумак, Хохлов 46' (Муховиков 46'), Берко, Кошелюк, Момот, Цапий, Ковалёв, Любчак, Булычёв 77' (Бычков 77'), Сикорский 82' (Бессалов 82'), Чучман · Остались в запасе: Восконян, Дяченко, Лещенко, Витенко |                                                                        |                                                                    | |                                                                 |

#### 2-й круг
| 7 ноября 2015 г. / суббота 16-й тур | «Десна»                                                                   | 1:2 протокол (укр.). Архивировано из оригинала 18 января 2016 года. | «Нефтяник-Укрнефть» (Ахтырка)                                     | Украина, Чернигов                                                 |
| 14:00 | Чепурненко 90+3′ · Мельник 24' · Жук 34' · Елисеев 52' · Задерецкий 90+2' | отчёт (укр.). Архивировано из оригинала 4 марта 2016 года.          | Бояринцев 25′ (пен.) · Листопад 59′ · Павелько 28' · Листопад 83' | Стадион: им. Юрия Гагарина Зрителей: 500 Судья: Монзуль (Харьков) |
| Десна: Шевченко, Жук, Мельник , Елисеев, Сухомлинов, Кондратюк 67' (Чуланов 67'), Картушов, Чепурненко, Р. Кисиль, Бовтрук 86' (Задерецкий 86'), Иващенко 62' (Эсеола 62') · Остались в запасе: Ситало, Смалько, Малюк, Грищенко · «Нефтяник-Укрнефть» (Ахтырка): Данкович, Бояринцев , Циколия, Е. Пасич, Г. Пасич, Белый, Павелько, Вечтомов 90' (Войцеховский 90'), Савин 90+2' (Яременко 90+2'), Сторублёвцев 84' (Арвеладзе 84'), Листопад · Остались в запасе: Тимофеев, Антюх, С. Кисиль |                                                                           |                                                                     |                                                                   |                                                                   |

| 13 ноября 2015 г. / пятница 17-й тур | «Динамо-2» (Киев)                                                                                                 | 3:1 протокол (укр.). Архивировано из оригинала 31 марта 2016 года. | «Десна»                                         | Украина, Киев                                                                           |
| 14:00 | Суарес 3′ · Трояновский 77′ · Братков 90+1′ (пен.) · Черноморец 11' · Очигава 31' · Полегенько 58' · Исраилов 72' | отчёт (укр.) (недоступная ссылка — история).                       | Эсеола 31′ (пен.) · Эсеола 14' · Сухомлинов 60' | Стадион: Динамо им. Валерия Лобановского Зрителей: 200 Судья: Иванов (Донецкая область) |
| «Динамо-2» (Киев): Фастов, Братков, Исраилов, Трубочкин, Цыбульник 90' (Скидан 90+3'), Суарес, Удод 66' (Зубков 66'), Очигава, Трояновский, Черноморец, Полегенько 88' (Акубардия 88') · Остались в запасе: Каминский, Головко, Маик, Жикол · Десна: Ситало, Жук 88' (Задерецкий 88'), Мельник , Иоша, Сухомлинов, Щедраков 88' (Иващенко 88'), Картушов, Чепурненко, Кисиль, Бовтрук 77' (Кондратюк 77'), Эсеола · Остались в запасе: Шевченко, Смалько, Чуланов, Грищенко | |                                                                    |                                                 |                                                                                         |

| 20 ноября 2015 г. / пятница 18-й тур | «Десна»                   | 2:1 протокол (укр.) (недоступная ссылка — история). | «Полтава»     | Украина, Чернигов                                                     |
| 13:30 | Кисиль 27′ · Картушов 74′ | отчёт (укр.) (недоступная ссылка — история).        | Кравченко 50′ | Стадион: им. Юрия Гагарина Зрителей: 200 Судья: Яблонский (Тернополь) |
| Десна: Ситало, Смалько, Елисеев, Иоша, Сухомлинов 46' (Жук 46'), Мельник , Щедраков, Картушов, Чепурненко, Кисиль 87' (Бовтрук 87'), Эсеола · Остались в запасе: Шевченко, Чуланов, Задерецкий, Кондратюк, Иващенко · Полтава: Бонь, Стеценко, Ковтун, Парамонов, Кравченко, Фаворов, Недоля, Зозуля, Зеленевич 35' (Масалов 35'), Прокипчук 46' (Ковальчук 46'), Семенец 72' (Шастал 72') · Остались в запасе: Кринский, Ткачёв, Рогозинский |                           |                                                     |               |                                                                       |

| 26 марта 2016 г. / суббота 19-й тур | «Гелиос» (Харьков) | 0:1 протокол.                                                                              | «Десна»                                         | Украина, Харьков                                             |
| 15:00 | · Лобойко 64'      | отчёт (укр.). Дата обращения: 28 марта 2016. Архивировано из оригинала 8 апреля 2016 года. | Чепурненко 50′ · Сухомлинов 62' · Коберидзе 90' | Стадион: Солнечный Зрителей: 1 100 Судья: Кузьмин (Николаев) |
| «Гелиос» (Харьков): Сидоренко, Ивашко, Соломка 57' (В. Кравченко 57'), Иванко, Луценко, Комарницкий, Панасенко, Субочев 70' (Кича 70'), Помазан 74' (С. Кравченко 74'), Лобойко , Чередниченко · Остались в запасе: Зарубин, Агапов, Глушицкий, Коротецкий · Десна: Когут, Фаворов, Максименко, Мельник , Сухомлинов, Щедраков, Коберидзе, Банасевич 90+2' (Задерецкий 90+2'), Чепурненко 90+3' (Грищенко 90+3'), Картушов, Бовтрук 84' (Вовченко 84') · Остались в запасе: Шевченко, Лещенко, Иоша, Марусич |                    |                                                                                            |                                                 |                                                              |

| 2 апреля 2016 г. / суббота 20-й тур | «Десна» | +:- протокол (укр.). Архивировано из оригинала 11 апреля 2016 года. | «Нива» (Тернополь) | Украина, Чернигов |

| 9 апреля 2016 г. / суббота 21-й тур | «Звезда» (Кировоград)                     | 1:0 протокол (недоступная ссылка — история). | «Десна»                                                      | Украина, Кировоград                                        |
| 16:00 | Чичиков 80′ · Б. Баранец 41' · Фатеев 77' |                                              | · Коберидзе 54' · Банасевич 55' · Щедраков 57' · Фаворов 86' | Стадион: Звезда Зрителей: 4 646 Судья: Дедов (Симферополь) |
| «Звезда» (Кировоград): Паст, Фатеев, Ковалёв, Кучеренко, Бацула, Лупашко, Б. Баранец 62' (Акименко 62'), Щедрый, Г. Баранец 90' (Зубков 90'), Чичиков, Локтионов 68' (Попов 68') · Остались в запасе: Поштаренко, Кавацив, Мостовой, Деребчинский · Десна: Шевченко, Фаворов, Максименко, Мельник , Лещенко, Щедраков 84' (Марусич 84'), Коберидзе, Банасевич 87' (Грищенко 87'), Чепурненко, Картушов, Бовтрук 79' (Вовченко 79') · Остались в запасе: Когут, Малюк, Иоша, Задерецкий |                                           |                                              |                                                              |                                                            |

| 16 апреля 2016 г. / суббота 22-й тур | «Десна»         | 0:1 протокол (укр.). Архивировано из оригинала 20 апреля 2016 года. | «Ильичёвец» (Мариуполь)              | Украина, Чернигов                                                            |
| 17:00 | · Коберидзе 76' | отчёт (укр.). Архивировано из оригинала 8 мая 2016 года.            | Гринь 77′ · Кисиль 13' · Мигунов 73' | Стадион: им. Юрия Гагарина Зрителей: 1 500 Судья: Скрипак (Киевская область) |
| Десна: Когут, Фаворов, Мельник , Максименко, Сухомлинов, Щедраков, Коберидзе 81' (Грищенко 81'), Картушов, Чепурненко, Банасевич 72' (Бовтрук 72'), Вовченко 66' (Задерецкий 66') · Остались в запасе: Шевченко, Малюк, Черноморец, Марусич · «Ильичёвец» (Мариуполь): Гальчук, Кисиль, Гринь, Жичиков, Цюпа, Пыско, Мишнёв 90' (Дуць 90'), Кольцов, Мигунов, Сидоренко, Олейник · Остались в запасе: Худжамов, Глущук, Скоблов, Лучик, Гришин, Загорулько |                 |                                                                     |                                      |                                                                              |

| 23 апреля 2016 г. / суббота 23-й тур | «Горняк» (Кривой Рог)            | 0:0 протокол (укр.). | «Десна»                         | Украина, Кривой Рог                                          |
| 16:00 | Жук 14' · Павлик 72' · Дорош 79' |                      | Черноморец 13' · Максименко 24' | Стадион: Металлург Зрителей: 2 000 Судья: Кузьмин (Николаев) |
| «Горняк» (Кривой Рог): Ганев, Жук 46' (Дацюк 46'), Баенко, Павлов , Солдат. Боровский 64' (Крамар 64'), Павлик, Дорош, Рябов 46' (Гвоздевич 46'), Григорик, Ситало · Остались в запасе: Черныш, Терехов, Яровой, Бука · Десна: Шевченко, Фаворов, Мельник , Максименко, Черноморец, Коберидзе, Банасевич 90+3' (Сухомлинов 90+3'), Чепурненко, Марусич 82' (Щедраков 82'), Картушов, Бовтрук 75' (Задерецкий 75') · Остались в запасе: Когут, Лещенко, Луценко, Вовченко |                                  |                      |                                 |                                                              |

| 29 апреля 2016 г. / пятница 24-й тур | «Десна»       | 0:2 протокол (укр.). | «Оболонь-Бровар» (Киев)   | Украина, Чернигов                                                    |
| 17:00 | · Мельник 12' | отчёт.               | Иващенко 44′ · Сахнюк 58′ | Стадион: им. Юрия Гагарина Зрителей: 2 300 Судья: Миланич (Николаев) |
| Десна: Шевченко, Сухомлинов, Мельник , Максименко, Черноморец 46' (Луценко 46'), Д. Фаворов, Коберидзе 75' (Задерецкий 75'), Картушов, Чепурненко, Банасевич 57' (Грищенко 57'), Бовтрук · Остались в запасе: Когут, Лещенко, Щедраков, Марусич · «Оболонь-Бровар» (Киев): Федоривский, Пинчук, К. Коваленко, Даценко, Шевченко, Проневич , А. Фаворов, Продан, Иващенко 66' (Шевчук 66'), И. Коваленко 77' (Бровченко 77'), Корольчук 18' (Сахнюк 18') · Остались в запасе: Пицан, Яцык, Гордийчук, Литовчак |               |                      |                           |                                                                      |

| 7 мая 2016 г. / суббота 25-й тур | «Горняк-Спорт» (Комсомольск)          | 0:0 протокол (укр.) (недоступная ссылка — история). | «Десна»                                         | Украина, Комсомольск                                 |
| 16:30 | Ярчук 27' · Ульянов 73' · Волчков 85' |                                                     | Коберидзе 18' · Максименко 34' · Вовченко 45+3' | Стадион: Юность Зрителей: 1 200 Судья: Павлюк (Киев) |
| «Горняк-Спорт» (Комсомольск): Ситников, Радченко, Волчков, Ломко , Ульянов, Ковалевский 88' (Прутян 88'), Герасимец, Савин, Воронченко, Ярчук, Яворский 46' (Цурупин 45') · Остались в запасе: Клищук, Доценко, Пернацкий, Насими, Шарай · Десна: Когут, Лещенко, Мельник , Максименко, Черноморец, Коберидзе, Картушов, Чепурненко, Марусич 67' (Фаворов 67') Бовтрук 70' (Банасевич 70'), Вовченко 90' (Луценко 90') · Остались в запасе: Шевченко, Сухомлинов, Щедраков, Задерецкий |                                       |                                                     |                                                 |                                                      |

| 11 мая 2016 г. / среда 26-й тур | «Десна»                                                                       | 3:1 протокол (укр.) (недоступная ссылка — история). | «Черкасский Днепр»                         | Украина, Чернигов                                                       |
| 18:00 | Фаворов 13′ 63′ (пен.) · Картушов 76′ · Луценко 15' · Фаворов 80' · Когут 87' | отчёт.                                              | Качур 23′ · Бушман 42' 68' · Тарасенко 63' | Стадион: им. Юрия Гагарина Зрителей: 1 650 Судья: Омельченко (Славянск) |
| Десна: Когут, Лещенко, Мельник , Максименко, Черноморец, Фаворов, Картушов, Чепурненко, Луценко 57' (Бовтрук 57'), Задерецкий 82' (Банасевич 82'), Вовченко 46' (Щедраков 46') · Остались в запасе: Шевченко, Малюк, Сухомлинов, Грищенко · Черкасский Днепр: Кучинский, Шопин, Гончаренко, Тарасенко , Синегуб, Кошка, Лисовой 71' (Медынский 71'), Ямполь 76' (Гонщик 76'), Семенина, Бушман, Качур 79' (Батальский 79') · Остались в запасе: Будюк, Бурлин, Сафонов, Балан |                                                                               |                                                     |                                            |                                                                         |

| 15 мая 2016 г. / воскресенье 27-й тур | «Сумы»                                     | 0:4 протокол (укр.). Архивировано из оригинала 21 мая 2016 года. | «Десна»                                                            | Украина, Сумы                                                |
| 17:00 | · Томенко 41' · Разуваєв 61' · Брикнер 85' |                                                                  | Задерецкий 1′ · Картушов 62′ · Чепурненко 64′ 76′ · Черноморец 88' | Стадион: Юбилейный Зрителей: 1 167 Судья: Деревинский (Киев) |
| Сумы: Литвиненко, Медведев 73' (Жариков 73'), Кравчук, Суходуб, Западня, Томенко, Брикнер, Игнатенко 53' (Лебеденко 53'), Разуваев 69' (Койдан 69'), Голиков, Гребенюк · Остались в запасе: Страшненко, Сафьяник, Меркушов, Олейник · Десна: Когут, Лещенко, Мельник , Максименко, Черноморец, Коберидзе, Фаворов 79' (Малюк 79'), Задерецкий 44' (Банасевич 44'), Чепурненко, Картушов, Грищенко 67' (Бовтрук 67') · Остались в запасе: Шевченко, Щедраков, Луценко, Вовченко |                                            |                                                                  |                                                                    |                                                              |

| 21 мая 2016 г. / суббота 28-й тур | «Десна»                                                             | 1:1 протокол (укр.). Архивировано из оригинала 26 мая 2016 года. | «Тернополь»                                                             | Украина, Чернигов                                               |
| 18:00 | Чепурненко 81' (пен.) · Грищенко 84′ · Щедраков 58' · Банасевич 67' | отчёт.                                                           | Громьяк 90+2′ · Кривой 35' · Клекот 38' 48' · Курило 41' · Полянчук 67' | Стадион: им. Юрия Гагарина Зрителей: 1 810 Судья: Павлюк (Киев) |
| Десна: Когут, Cухомлинов, Мельник , Максименко, Черноморец, Щедраков 72' (Бовтрук 72'), Фаворов, Картушов, Чепурненко 88' (Луценко 88'), Банасевич, Вовченко 74' (Грищенко 74') · Остались в запасе: Шевченко, Лещенко, Малюк, Коберидзе · Тернополь: Чернобай, Клекот, Атласюк, Курило 88' (Резник 88'), Соколовский, Кондзёлка , Чёрный 75' (Дори 75'), Полянчук, Вечурко, Кривой, Шевчук 80' (Громьяк 80') · Остались в запасе: Кравчук, В. Сороцкий, Капелян |                                                                     |                                                                  |                                                                         |                                                                 |

| 27 мая 2016 г. / пятница 29-й тур | «Десна»               | 3:1    | «Авангард» (Краматорск)              | Украина, Чернигов                                                 |
| 17:00 | Чепурненко 6′ 19′ 43′ | отчёт. | Швец 50′ · Савеленко 3' · Карась 33' | Стадион: им. Юрия Гагарина Зрителей: 820 Судья: Калита (Николаев) |
| Десна: Шевченко, Фаворов, Мельник , Максименко, Черноморец, Щедраков, Картушов, Чепурненко 90' (Сухомлинов 90'), Бовтрук, Банасевич 34' (Задерецкий 34'), Грищенко 53' (Лещенко 53') · Остались в запасе: Когут, Малюк, Иоша, Коберидзе · «Авангард» (Краматорск): Леонидов, Мирошник, Воробей, Ермаков, Карась 46' (Швец 46'), Савеленко, Бондаренко, Собко, Дегтярёв, Козаченко, Нехтий · Остались в запасе: Горовой |                       |        |                                      |                                                                   |

| 1 июня 2016 г. / среда 30-й тур | «Николаев»                                                                         | 3:1 протокол (укр.). Архивировано из оригинала 4 июня 2016 года. | «Десна»                  | Украина, Николаев                                     |
| 18:00 | Берко 23′ 38′ · Батюшин 90′ · Сикорский 28' · Момот 51' · Кошелюк 70'} · Цапий 79' |                                                                  | Фаворов 7′ · Фаворов 85' | Стадион: ЦГС Зрителей: 2 500 Судья: Шурман (Вишнёвое) |
| Николаев: Чумак, Сартина, Чучман, Булычёв, Цапий, Момот, Бессалов 53' (Батюшин 53'), Ковалёв, Берко 62' (Саркисян 62'), Рогозинский, Сикорский 68' (Кошелюк 68') · Остались в запасе: Восконян, Муховиков, Любчак, Витенко · Десна: Когут, Лещенко 46' (Щедраков 46'), Мельник , Максименко, Черноморец, Коберидзе 80' (Грищенко 80'), Фаворов, Банасевич 71' (Задерецкий 71'), Чепурненко, Картушов, Бовтрук · Остались в запасе: Шевченко, Сухомлинов |                                                                                    |                                                                  |                          |                                                       |

### Игроки команды в турнире[65]
1—18 туры
19—30 туры

### Статистика выступлений команды в чемпионате

#### Общая статистика выступлений
| Итого | Итого | Итого | Итого | Итого | Итого | Итого | Итого | Дома | Дома | Дома | Дома | Дома | Дома | На выезде | На выезде | На выезде | На выезде | На выезде | На выезде |
| И     | О     | В     | Н     | П     | МЗ    | МП    | РМ    | В    | Н    | П    | МЗ   | МП   | РМ   | В         | Н         | П         | МЗ        | МП        | РМ        |
| ----- | ----- | ----- | ----- | ----- | ----- | ----- | ----- | ---- | ---- | ---- | ---- | ---- | ---- | --------- | --------- | --------- | --------- | --------- | --------- |
| 30    | 40    | 11    | 7     | 12    | 30    | 30    | 0     | 6    | 2    | 7    | 17   | 17   | 0    | 5         | 5         | 5         | 13        | 13        | 0         |

#### Результаты по турам[63]
| Тур   | 01 | 02 | 03 | 04 | 05 | 06 | 07 | 08 | 09 | 10 | 11 | 12 | 13 | 14 | 15 | 16 | 17 | 18 | 19 | 20 | 21 | 22 | 23 | 24 | 25 | 26 | 27 | 28 | 29 | 30 |
| ----- | -- | -- | -- | -- | -- | -- | -- | -- | -- | -- | -- | -- | -- | -- | -- | -- | -- | -- | -- | -- | -- | -- | -- | -- | -- | -- | -- | -- | -- | -- |
| Поле  | В  | Д  | В  | Д  | В  | Д  | В  | Д  | В  | Д  | В  | Д  | В  | В  | Д  | Д  | В  | Д  | В  | Д  | В  | Д  | В  | Д  | В  | Д  | В  | Д  | Д  | В  |
| Итог  | Н  | П  | В  | П  | П  | В  | В  | Н  | Н  | П  | П  | В  | В  | Н  | П  | П  | П  | В  | В  | В  | П  | П  | Н  | П  | Н  | В  | В  | Н  | В  | П  |
| Место | 7  | 12 | 9  | 12 | 13 | 11 | 8  | 9  | 9  | 11 | 13 | 10 | 8  | 9  | 9  | 11 | 11 | 11 | 9  | 7  | 8  | 10 | 10 | 10 | 10 | 9  | 8  | 8  | 8  | 8  |

Источник: Матчи; [[UA-Футбол]].

Поле: Д = дома; В = на выезде. Итог: Н = ничья; П = команда проиграла; В = команда выиграла; О = матч отложен.

#### График движения команды в таблице чемпионата по турам[63]
| 7 |

| 12 |

| 9 |

| 12 |

| 13 |

| 11 |

| 8 |

| 9 |

| 9 |

| 11 |

| 13 |

| 10 |

| 8 |

| 9 |

| 9 |

| 11 |

| 11 |

| 11 |

| 9 |

| 7 |

| 8 |

| 10 |

| 10 |

| 10 |

| 10 |

| 9 |

| 8 |

| 8 |

| 8 |

| 8 |

| Первая лига | Место в таблице |

| Первая лига | Место в таблице |

## Кубок Украины

### Матчи[63]
| 22 августа 2015 г. / суббота 1/16 финала | «Десна»                         | 1:1 (доп. вр.) (2:4 пен.)                | «Ворскла» (Полтава)                                              | Украина, Чернигов                                                        |
| 17:00 | Кондратюк 57′ · Сухомлинов 114' | протокол (недоступная ссылка — история). | Шиндер 18′ · Громов 36' · Сапай 50' · Мищенко 52' · Чеснаков 87' | Стадион: им. Юрия Гагарина Зрителей: 4 800 Судья: Козыряцкий (Запорожье) |
| | Пенальти                        |                                          |                                                                  |                                                                          |
| Чепурненко · Кондратюк · Кравченко · Чуланов |                                 | Чеснаков · А. Ткачук · Скляр · Дитятьев  |                                                                  |                                                                          |
| Десна: Ситало, Жук 119' (Кравченко 119'), Мельник , Елисеев, Сухомлинов, Щедраков, Бовтрук 113' (Малюк 113'), Кондратюк, Чепурненко, Кисиль, Эсеола 109' (Чуланов 109') · Остались в запасе: Шевченко, Иоша, Смалько, Каркошкин · «Ворскла» (Полтава): Ткаченко, Сапай, Даллку , Дитятьев, Пердута, Чеснаков, А. Ткачук, Мищенко, Бартулович 103' (Скляр 103'), Громов, Шиндер 46' (Баранник 46' 65' Симинин 65') · Остались в запасе: Вечный, Одарюк, Е. Ткачук, Ковпак |                                 |                                          |                                                                  |                                                                          |